# Peter van Lindonk

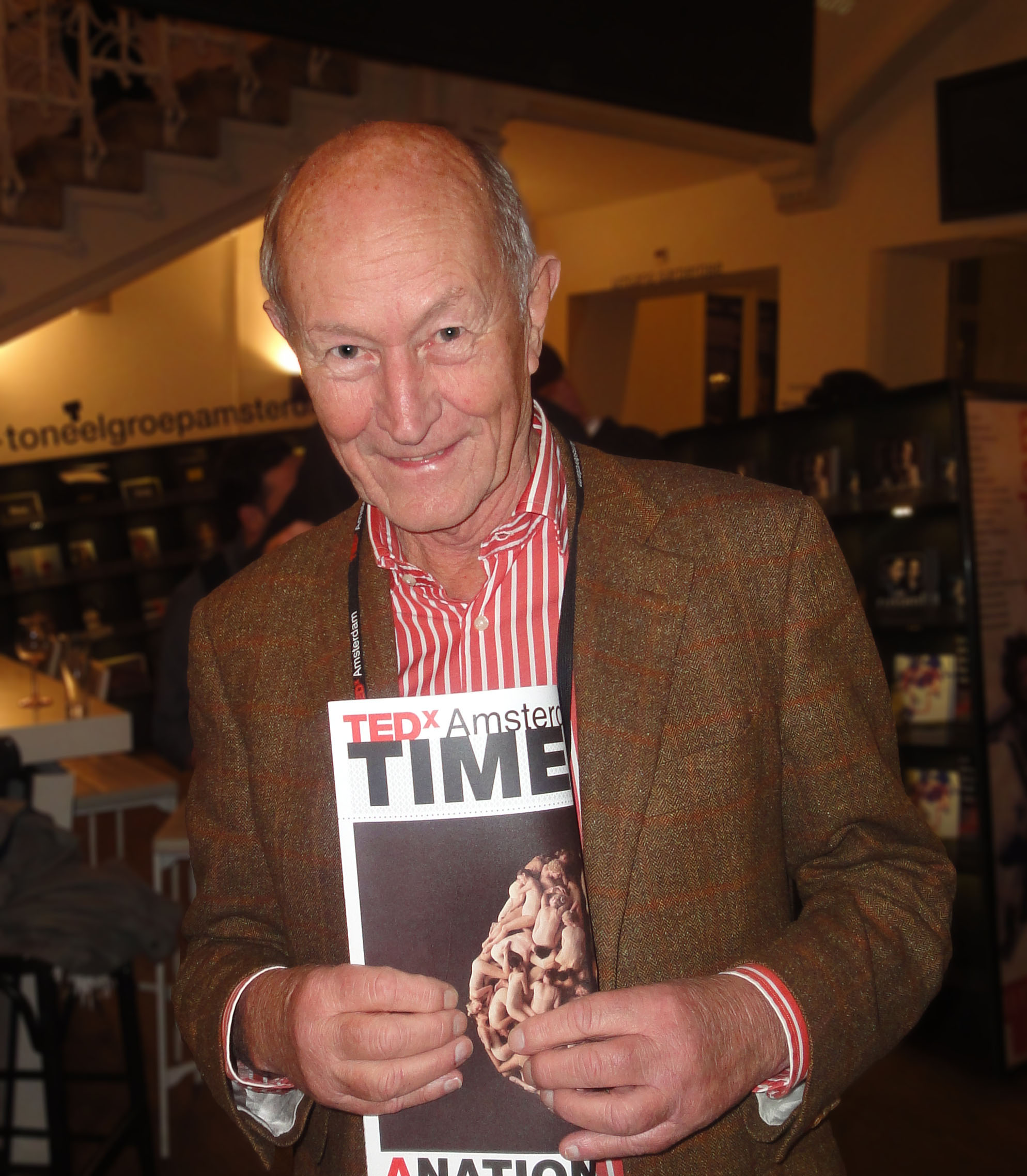
Peter van Lindonk bij TEDxAmsterdam, 2011

Peter van Lindonk (Zutphen, 22 mei 1936 – Breukelen, 2 maart 2013) was een Nederlandse uitgever, spreekstalmeester en creatief denker.
Van Lindonk deed gymnasium beta in Nijmegen. Anders dan de andere drie kinderen uit het juristengezin, wilde hij na zijn schooltijd niet gaan studeren. Zijn droom een eigen platenzaakje te beginnen, stuitte op geldgebrek. Ook een poging om de uitgeverij van zijn grootvader, Uitgeverij Honig in Utrecht, nieuw leven in te blazen strandde op financiële bezwaren. De rechten die hij al had aangekocht voor de vertaling van het eerste boek van Philip Roth, ‘Vaarwel Columbus’, verkocht hij daarom schielijk weer aan uitgeverij Van Gennep.
Van Lindonk besloot daarop een uitgeverij te beginnen voor boeken in opdracht van bedrijven en organisaties. In de jaren daarna maakte van Lindonk Special Projects (vLSP) naam met vele ongewone en opvallende gelegenheidsuitgaven, jubileumboeken, relatiegeschenken, promotieboekjes en jaarverslagen. Daarvoor werkte de uitgeverij samen met vele bekende auteurs, fotografen en ontwerpers.
Bekende uitgaven zijn een serie kookboekjes voor Blue Band en ’t Koffertje van Wim Kan. Hoogtepunten waren verder het kinderjaarverslag voor BSO, een jubileumboek in de vorm van een politiedossier voor de ECI, een boek met ingebouwde radio voor Albert Heijn en een jubileumboek voor de Bloemenveiling Aalsmeer, waar 1800 basisschoolleerlingen uit Aalsmeer aan meewerkten.
Ter gelegenheid van het veertigjarig jubileum van vLSP in 2004 nam de Bibliotheek van de Universiteit van Amsterdam het complete fonds van de uitgeverij op in haar collectie. In totaal verschenen sinds de oprichting zo’n zevenhonderd publicaties.
Als hartstochtelijk liefhebber van het circus, trad Van Lindonk tussen 1987 en 2003 drie weken per jaar op als spreekstalmeester van het Wereldkerstcircus in het Koninklijk Theater Carré in Amsterdam. Zijn belevenissen daar beschreef hij in het boekje ‘Hooggeëerd publiek’ (Nijgh & Van Ditmar, 2002).
Sinds 2000 organiseerde Van Lindonk jaarlijks een congres over creativiteit onder de naam PINC (People, Ideas, Nature, Creativity). In 2010 was hij spreker op TEDxAmsterdam. Samen met Hans Wolbers schreef hij Het hart zit in het midden, over Over Ideeën, Inspireren En Creativiteit.
Op 8 november 2012 besloot Peter van Lindonk zijn ervaringen op zijn reis "naar de nieuwe wereld" vast te leggen en te delen via zijn blog.
Van Lindonk overleed op 76-jarige leeftijd en werd begraven in Breukelen.